# Industrieverband Fahrzeugbau
La Industrieverband Fahrzeugbau (dal tedesco, Associazione Industriale per la Costruzione di Veicoli) era un gruppo industriale tedesco attivo tra il 1947 ed il 1956 anche come marchio, mentre fino al 1990 rimase dietro le quinte a gestire le attività delle varie fabbriche, ognuna recante un proprio marchio ed ognuna dedita a compiti di produzione industriale di veicoli di vario genere.

## Storia e profilo

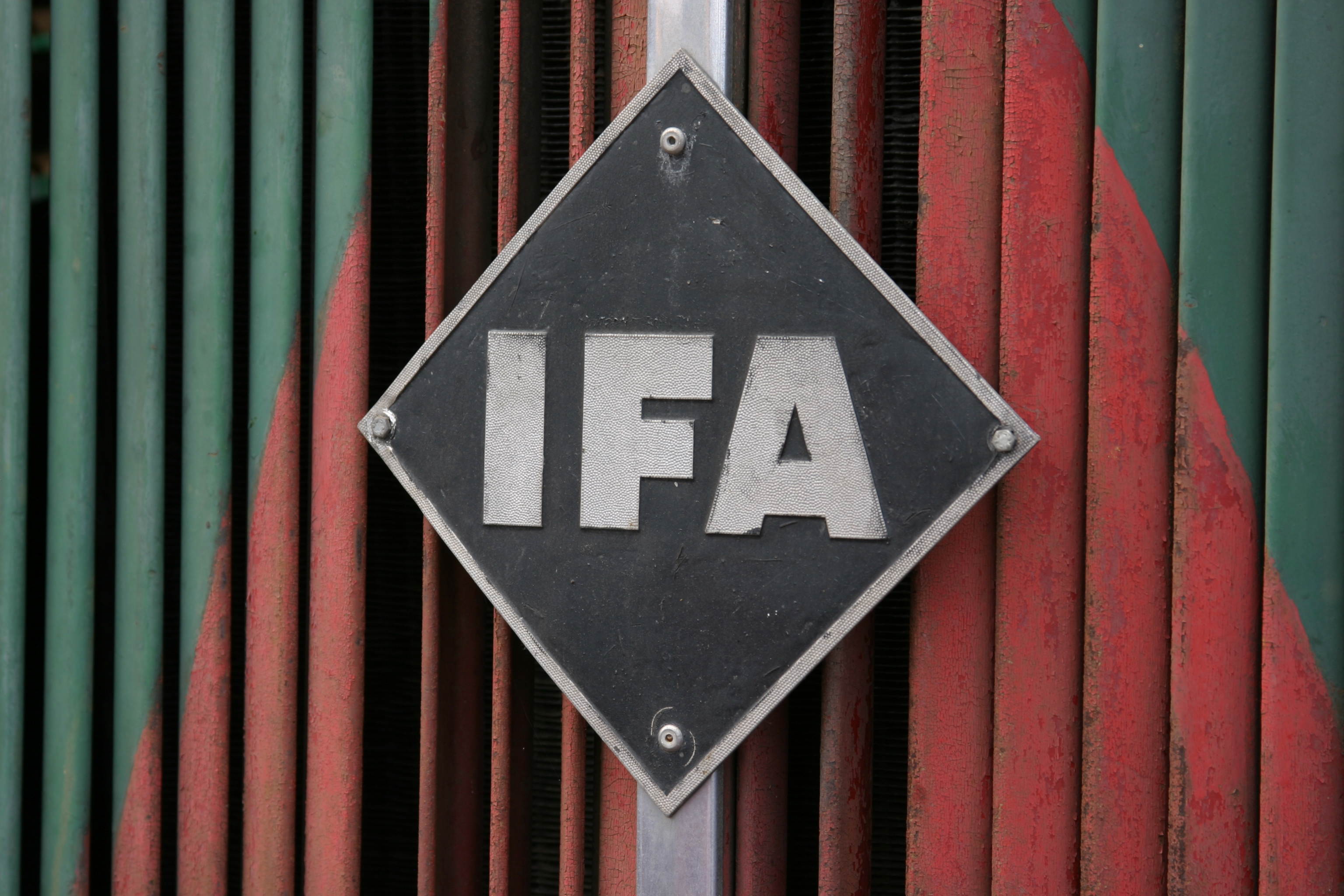
Lo stemma della IFA

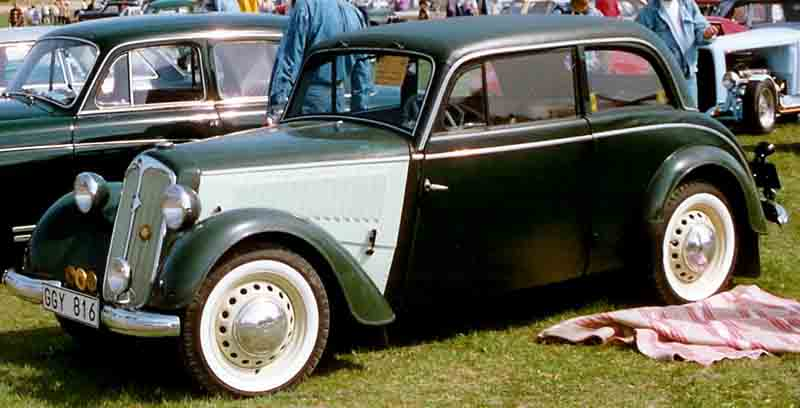
Una IFA F8

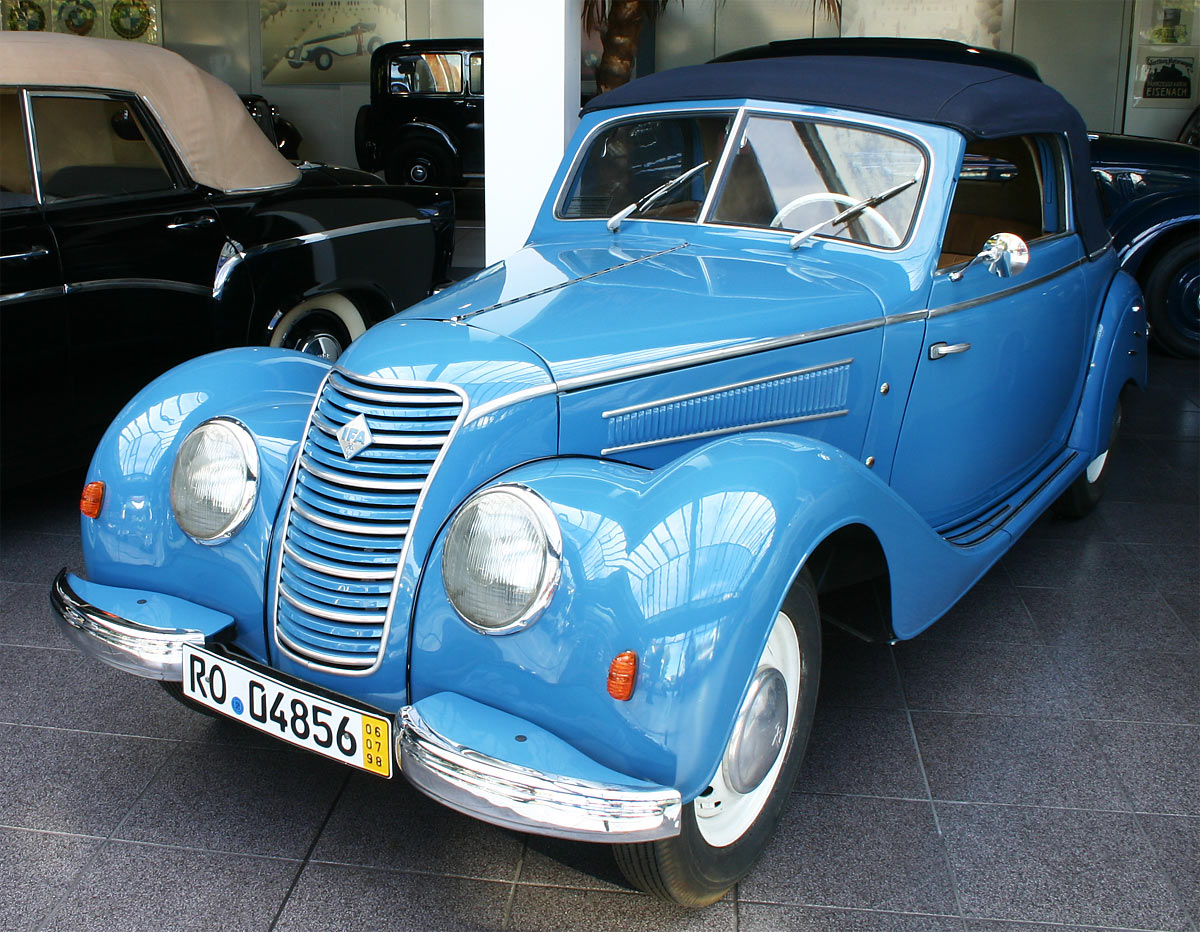
Una IFA F9

Al termine della Seconda guerra mondiale l'autorità sovietica occupò alcune regioni della Germania orientale, le quali sarebbero poi state riunite a formare la Repubblica Democratica Tedesca.
In particolare, sotto il controllo dell'autorità sovietica passò lo stabilimento di Zwickau, in Sassonia, dove prima del conflitto venivano assemblate le Audi, le DKW e le Horch. Mentre la DKW fu trasferita frettolosamente ad Ingolstadt, nella Germania Occidentale, le fabbriche Audi ed Horch vennero rilevate dal regime militare dell'immediato dopoguerra. Una volta accatastate da parte le macerie ed i rottami causati dai bombardamenti bellici, l'autorità militare sovietica decise di ridare nuova vita a questo impianto. Fu così che nel 1947 venne fondata la Industrieverband Fahrzeugbau (più comunemente abbreviato in IFA), più che una Casa automobilistica, un gruppo industriale con sede a Chemnitz. La ex-fabbrica Audi fu ribattezzata come VEB Kraftfahrzeugwerk Audi: da lì cominciarono ad uscire i modelli IFA F8 ed F9. Nonostante il prezzo relativamente contenuto, le due vetture rimasero decisamente al di sopra delle possibilità del cliente medio tedesco orientale, mentre erano decisamente economiche per i tedeschi occidentali. Il motivo del prezzo basso (anche se comunque troppo alto per i tedeschi orientali) stava nel fatto che queste vetture erano di concezione antiquata, poiché antiquati erano i progetti. La F8, in particolare, era assai antiquata anche esteticamente.
Il complesso industriale della IFA, grazie alle annessioni effettuate, poté contare su un ventaglio assai ampio per quanto riguardava i settori del trasporto, poiché poteva spaziare dagli scooter (tra i primi nella storia motociclistica) alle automobili, agli autocarri, tutti prodotti con marchio IFA. I marchi detenuti dal gruppo industriale dell'IFA davano praticamente solo il nome ad ogni stabilimento appartenente al gruppo stesso.
Nel 1953 la produzione automobilistica IFA fu suddivisa tra due stabilimenti, in particolare quella della F9, che da Zwickau venne trasferita proprio ad Eisenach, mentre la F8 continuò ad essere prodotta a Zwickau.
Ma già nel 1956, il marchio IFA scomparve: nel settore automobilistico si sdoppiò in due marchi identificati dalla sigla dello stabilimento, e quindi i modelli prodotti ad Eisenach assunsero il marchio AWE, mentre quelli prodotti a Zwickau assunsero il marchio AWZ. Per quanto riguardava il settore motociclistico, i vari marchi detenuti fino a quel momento dalla IFA, ossia Simson (scooter) ed altri ancora, poterono tornare a produrre con il loro marchio di origine. In particolare, la produzione motociclistica, che già dalla nascita dell'IFA era in pratica totalmente basata sulla gamma di moto DKW d'anteguerra, riprese con il marchio MZ.
Come già detto, lo stabilimento di Zwickau fu destinato alla AWZ, che di lì a poco avrebbe cambiato nuovamente ragione sociale in VEB Sachsenring Automobilwerk Zwickau dopo la fusione definitiva con il marchio VEB Sachsenring Kraftfahrzeug- und Motorenwerk, a sua volta nato dal cambio di ragione sociale della Horch, ed infine avrebbe dato vita ad un'auto storicamente importantissima come la Trabant.
Quanto alla IFA, essa non scomparve realmente, ma continuò a fornire le direttive ai vari stabilimenti dediti alla produzione di autocarri più o meno pesanti, autovetture, motocicli, ecc. La IFA cessò di esistere nel 1990, dopo la riunificazione delle due Germanie.